# Glyphocarpus menziesii
Glyphocarpus menziesii là một loài rêu trong họ Bartramiaceae. Loài này được Turner A. Jaeger mô tả khoa học đầu tiên năm 1875.